# Eduard Gerdes
Eduard Gerdes (Kleef, 12 augustus 1821 – Doetinchem, 12 december 1898) was een Nederlandse evangelist en jeugdboekenschrijver. De schilder en nationaalsocialist Ed Gerdes was zijn kleinzoon.
Ed. Gerdes behoorde met P.J. Andriessen tot de populairste jeugdboekenschrijvers van de tweede helft van de 19e eeuw, maar stond ook anderszins dicht bij deze collega; in Amsterdam ging hij school bij de vader van Andriessen. Hij werkte in Haarlem en Doetinchem als predikant. Gerdes schreef enkele leerboekjes vreemde talen, reisverhalen en Bijbelse vertellingen. Van de liederen die hij schreef is "Er ruist langs de wolken een lieflijke Naam" het bekendst geworden. Een ander bekend lied van hem is; "Daar juicht een toon, daar klinkt een stem".
Zijn herhaaldelijk herdrukte roman De kanten zakdoek: een verhaal uit den ouden tijd (1867) speelt in de 17e eeuw en verhaalt van de bedelaarsjongen Pieter van Delft, die een poging doet een prachtige kanten zakdoek te stelen van een deftige dame. Uit medelijden ontfermt deze zich over het jongetje, tot groot ongenoegen van haar zoontje, de verwende Julius. Achttien jaar later is Pieter kapitein van een oorlogsschip in dienst van de Zeeuwsche Staten. Hij neemt - eigenlijk tegen zijn zin - deel aan patrouilles tegen de marrons; een opstand blijkt te zijn uitgebroken door het wangedrag van een blankofficier, die maar net gered wordt van ophanging door de marrons. Deze blankofficier blijkt de verwende Julius te zijn die na een misdaad naar 'De West' is gevlucht.